# Senegalské námořnictvo
Senegalské námořnictvo je námořní složkou ozbrojených sil Senegalu. Jedná se o malé námořnictvo k roku 2016 vyzbrojené asi 30 plavidly, převážně hlídkovými čluny a cca 900 muži. Mezi hlavní úkoly námořnictva patří hlídkování podél 700 km dlouhého pobřeží a ve výlučné ekonomické zóně země o rozloze 159 000 km2. Hlavní základnou námořnictva je Dakar a pomocnou Casamance.

## Vývoj
Roku 1981 námořnictvo získalo 58metrovou hlídkovou loď Njambuur (P 773), která byla ještě roku 2016 jeho největší lodí (kolem roku 2000 byla modernizována loděnicí Raidco Marine). Njambuur lze v případě potřeby vyzbrojit protilodními střelami.
V říjnu 2013 námořnictvo získalo hlídkový člun Ferlo typu RPB 33 loděnice Raidco Marine. Roku 2015 jej posílila hlídková loď Kedougou postavená loděnicí STX France v Lorientu. Roku 2016 námořnictvo převzalo také oceánskou hlídkovou loď Fouladou typu OPV 190 MKII, postavenou francouzskou loděnicí OCEA.
Dne 17. listopadu 2019 byly u francouzské loděnice Piriou objednány tři oceánské hlídkové lodě třídy Walo (OPV 58S). Budou to první senegalská plavidla nesoucí řízené střely, konkrétně protilodní střely Marte MK2/N a protiletadlové střely Mistral využívající vypouštěcí zařízení SIMBAD-RC.
Dne 25. července 2024 do Senegalu připluly dva nové 24metrové vyloďovací čluny LCM, postavené izraelskou loděnicí Israel Shipyards. Pravděpodobně nahradí starší vyloďovací čluny třídy EDIC.

## Složení

### Hlídkové lodě

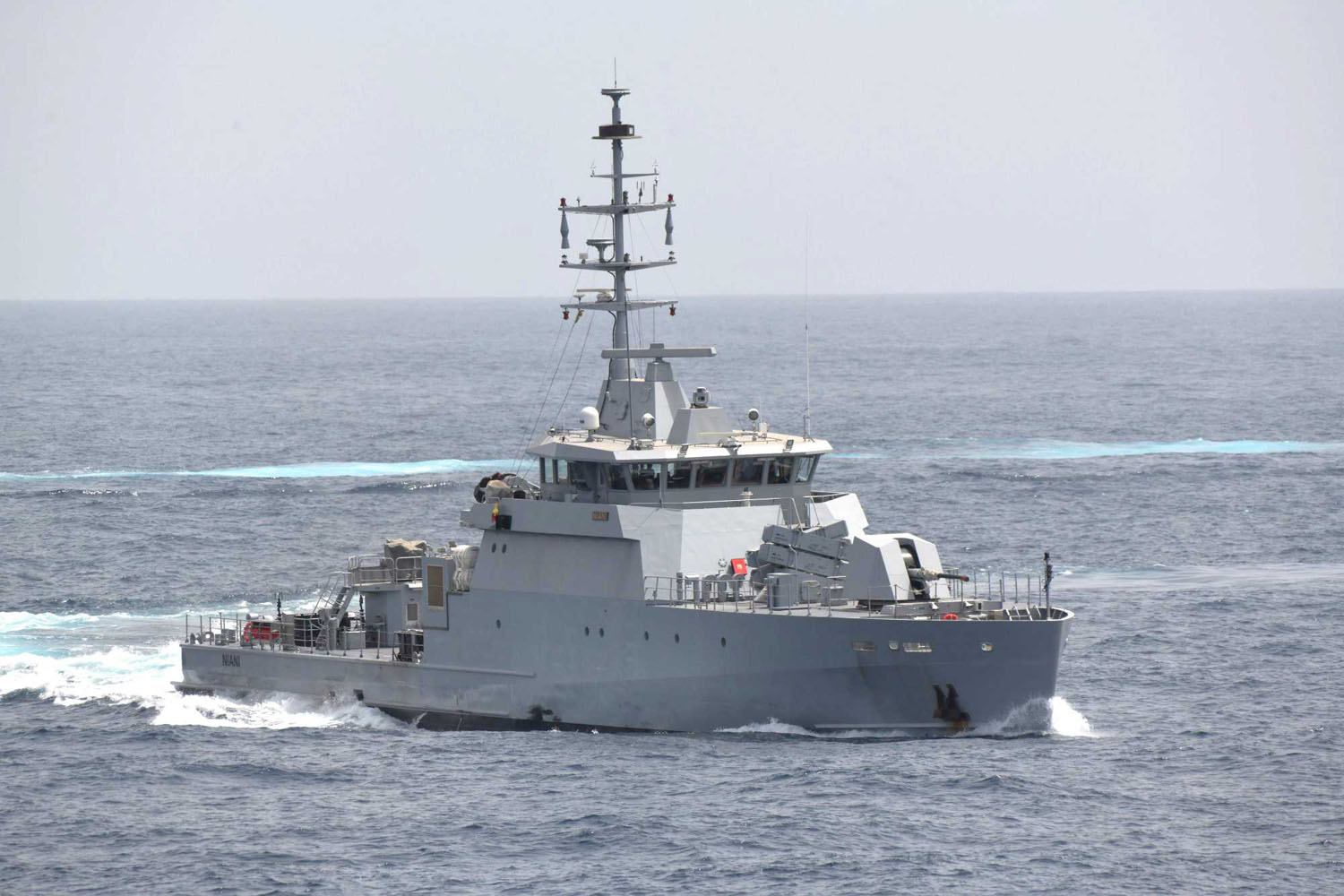
Hlídkový člun Niani

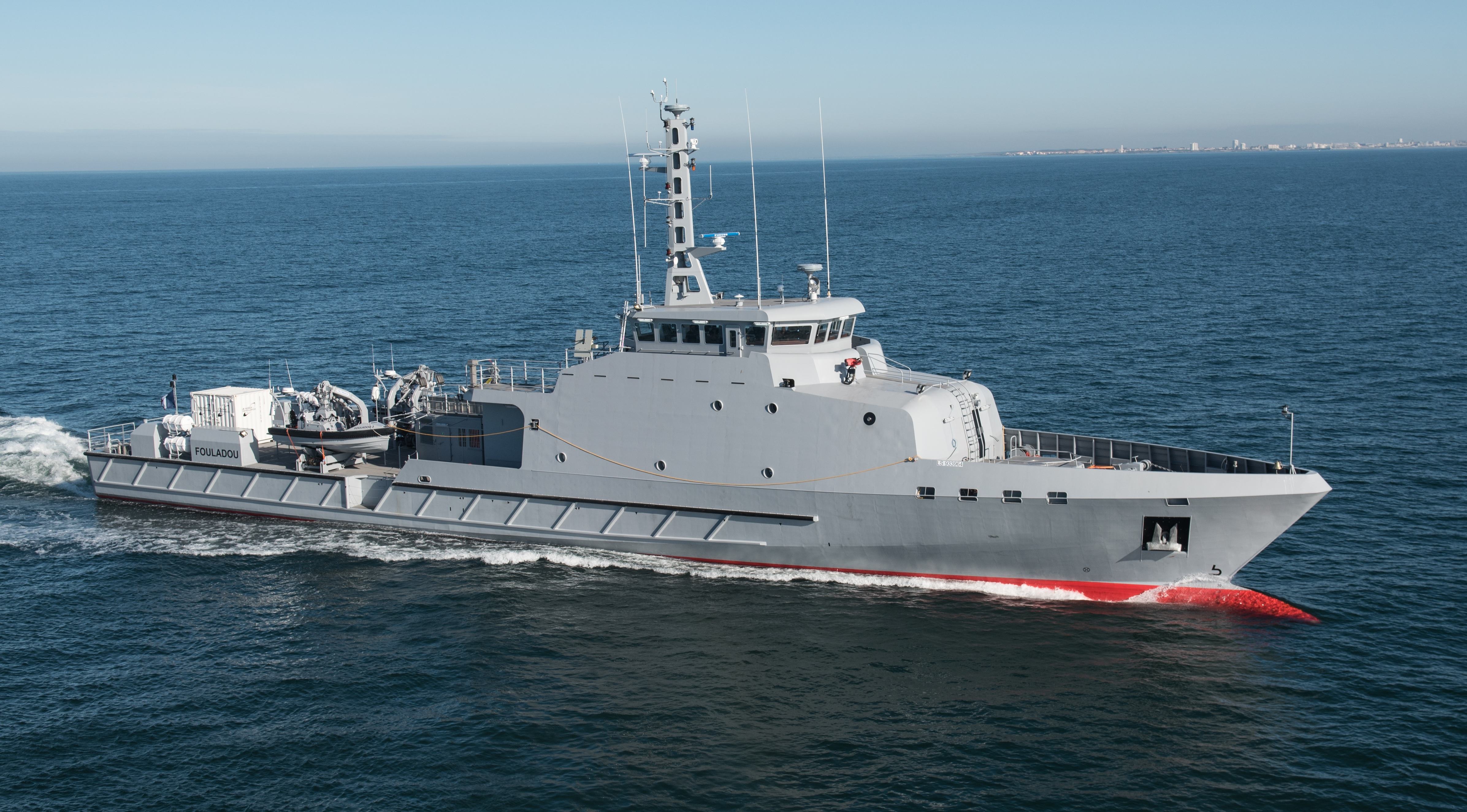
Hlídkový člun Fouladou

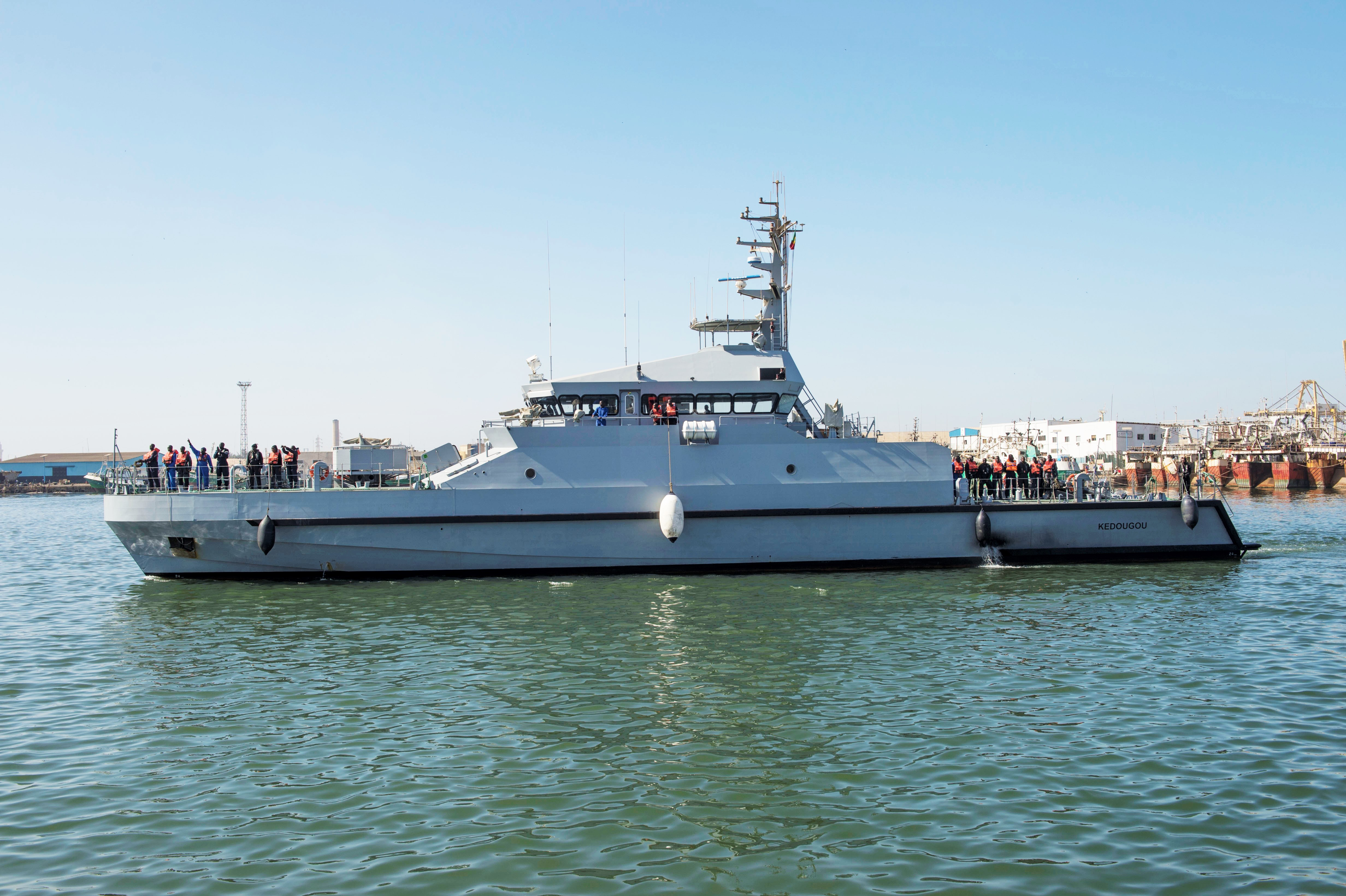
Hlídkový člun Kedougou

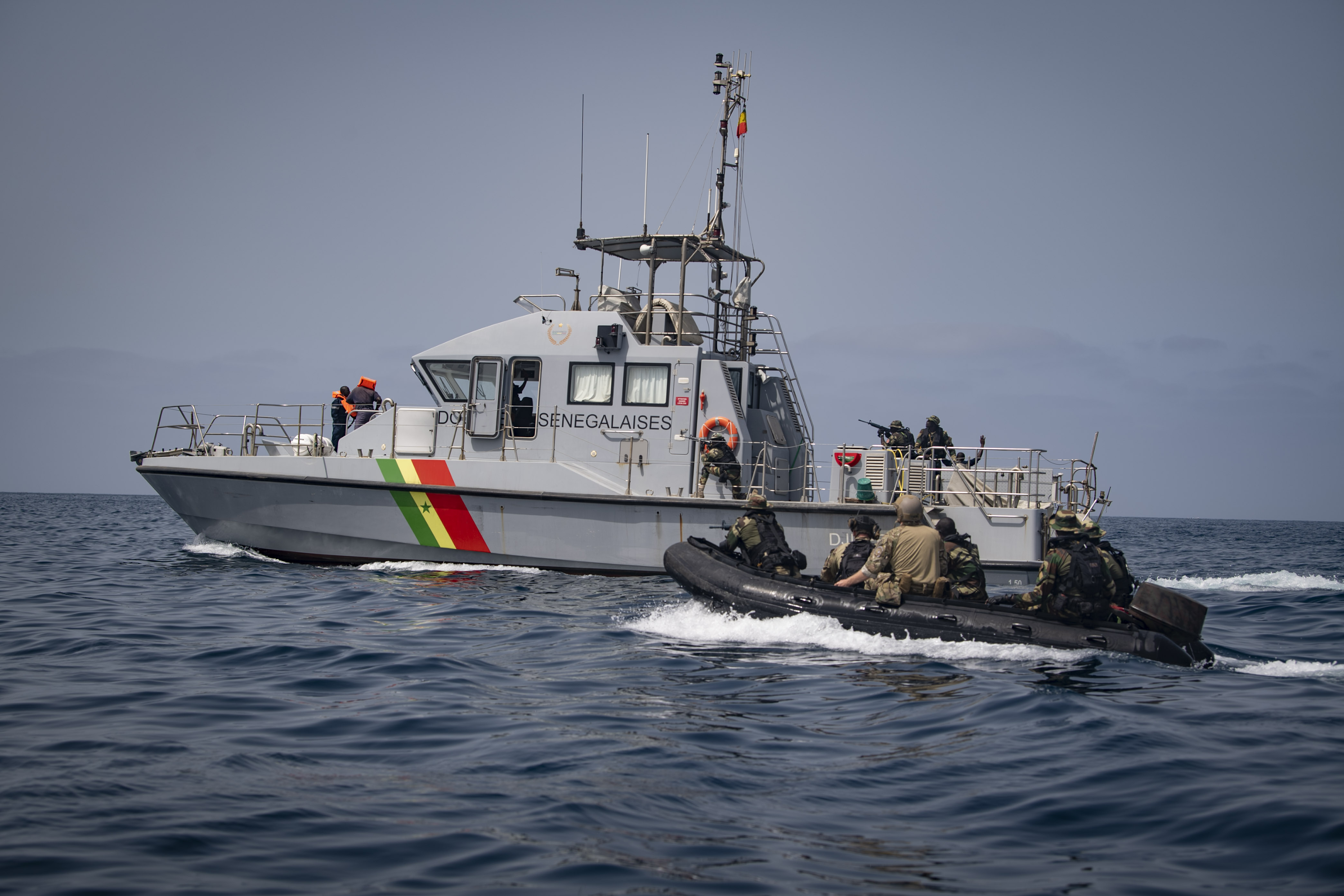
Hlídkový člun třídy RPB-20

- Třída Walo (typ OPV 58 S)
  - Walo
  - Niani
  - Cayor

- Fouladou (typ OPV 190 MKII)[1]

- Kedougou (typ OPV 45)[1]

- třída RPB 33
  - Ferlo[1]
  - Taouay

- Fouta – třída Osprey 55

- Njambuur (P 773) (typ PR-72MS)

- Třída PR 48
  - Poponguine[1]
  - Podor[1]

- Třída Shaldag Mk.V
  - Lac Retba

- Třída Shaldag Mk.II
  - Anambe
  - Soungrougrou
  - Cachouane

- Třída Conejera (1 ks)

- Typ RPB-20 (2 ks) – hlídkový člun[1]
- Typ FPR-12 (4 ks) – hlídkový člun[1]

### Výsadkové čluny
- Třída EDIC[1]
  - Goree
  - Karabane

- LCM[4]
  - Yoff
  - Fadioth

## Letectvo
K roku 2008 námořnictvo disponovalo jedním hlídkovým letadlem DHC-6-300M Twin Otter.